# Araneus liberiae
Araneus liberiae är en spindelart som först beskrevs av Embrik Strand 1906.  Araneus liberiae ingår i släktet Araneus och familjen hjulspindlar.
Artens utbredningsområde är Liberia. Inga underarter finns listade i Catalogue of Life.